# Caminemos pisando las sendas de nuestra inmensa felicidad
Caminemos pisando las sendas de nuestra inmensa felicidad (« Marchons en foulant les chemins de notre bonheur immense », en traduction officielle : « Suivons les chemins de notre immense bonheur ») est l'hymne national de la Guinée équatoriale, depuis son indépendance de l'Espagne en 1968. Il a été écrit et composé par Atanasio Ndong Miyone.

## Paroles

### En espagnol (version officielle)
Caminemos pisando la senda
De nuestra inmensa felicidad.
En fraternidad, sin separación,
¡Cantemos Libertad!
Tras dos siglos de estar sometidos
Bajo la dominación colonial,
En fraterna unión, sin discriminar,
¡Cantemos Libertad!
¡Gritemos Viva, Libre Guinea,
Y defendamos nuestra Libertad.
Cantemos siempre, Libre Guinea,
Y conservemos siempre la unidad.
¡Gritemos Viva, Libre Guinea,
Y defendamos nuestra Libertad.
Cantemos siempre, Libre Guinea,
Y conservemos, Y conservemos
La independencia nacional.
Y conservemos, Y conservemos
La independencia nacional.

#### Traduction non officielle en français
Marchons sur les chemins
De notre immense bonheur,
Dans la fraternité, sans séparation,
Chantons la Liberté !
Après deux siècles d'être soumis
Par la domination coloniale,
Dans l'union fraternelle, sans discrimination,
Chantons la Liberté !
Crions vivat, la Guinée Libre,
Et défendons notre liberté
Chantons toujours, la Guinée Libre,
Et conservons toujours l'unité.
Crions vivat, la Guinée Libre,
Et défendons notre liberté
Chantons toujours, la Guinée Libre,
Et conservons, et conservons,
L'indépendance nationale.
Et conservons, et conservons,
L'indépendance nationale.

#### Traduction non officielle en portugais[réf.nécessaire]
Caminhemos sob a trilha
De nossa imensa felicidade,
Em fraternidade, sem barreiras,
Cantemos Liberdade!
Após dois séculos de submissão
Ao domínio colonial,
Em fraterna união, sem preconceito,
Cantemos Liberdade!
Gritemos Viva, Livre Guiné,
E defendamos nossa liberdade
Gritemos Viva, Livre Guiné,
E conservemos sempre a unidade.
Gritemos Viva, Livre Guiné,
E defendamos nossa liberdade
Gritemos Viva, Livre Guiné,
E conservemos, e conservemos,
A independência nacional.
E conservemos, e conservemos,
A independência nacional.

### En français (version officielle)
Suivons les chemins
De notre immense bonheur.
Dans la fraternité, unis,
chantons la Liberté !
Après deux siècles de soumission,
sous la domination coloniale,
dans l’union fraternelle, sans discrimination,
chantons la Liberté!
Crions vive la Guinée libre!
Et défendons notre Liberté.
Chantons toujours la Guinée libre,
et gardons toujours l’unité.
Crions vive la Guinée libre!
Et défendons notre Liberté.
Chantons toujours la Guinée libre,
et gardons, et gardons
l’indépendance nationale.